# Moskvas segerparad 1945
Moskvas segerparad 1945 var en segerparad som hölls efter Sovjetunionens seger över Nazityskland samma år i det stora fosterländska kriget. Den hölls i huvudstaden Moskva, Sovjetunionen, den var mest fokuserad på en militärparad på Röda torget. Paraden ägde rum den 24 juni 1945, över en månad efter Nazitysklands nederlag.